# إيبار ب
سوسيداد ديبورتيفا إيبار ب (بالإسبانية: Sociedad Deportiva Eibar B, S.A.D) هو فريق كرة قدم إسباني يقع مقره في إيبار في مقاطعة غيبوثكوا في إقليم الباسك. هو الفريق الاحتياطي لنادي إيبار . يشاركون في الدوري الإسباني الدرجة الرابعة Segunda Federación المجموعة الثانية، يلعب الفريق مبارياته على أرضه في مرافق أونبي (بالإسبانية: Unbe Facilities)، الذي يستوعب 1000 متفرج. يلبس الفريق لبس الفريق الأول، حيث يلعب الفريق بالقميص الأزرق و الأحمر مع شورت أزرق.
تأسس الفريق في عام 1994 وتم حله في عام 2012، وعاد الفريق ب إلى نشاطه في 26 يوليو 2024، بعد انتهاء اتفاقية الشراكة مع نادي سي دي فيتوريا (بالإسبانية: CD Vitoria) في يوليو . وبهذه الطريقة، استحوذت شركة إيبار التابعة على المكان الذي فاز به فيتوريا. ثم عاد لظهور في الدوري الإسباني الدرجة الرابعة في موسم 2024–25.
من بين اللاعبين السابقين أندير كابا وتشابي إيروريتا وإيبان فاجواجا وإيون أنسوتيجي وجاغوبا أراساتي.
كان غايزكا غاريتانو آخر مدرب للفريق، تولى بعد ذلك مسؤولية الفريق الأول لإيبار وقادهم إلى الدرجة الأول.

## المواسم
| الموسم    | الدوري                         | اسم الدوري بالإسبانية | الترتيب    |
| --------- | ------------------------------ | --------------------- | ---------- |
| 1994–95   | الدوري الإسباني الدرجة السابعة | 2ª Reg.               | الوصيف     |
| 1995–96   | الدوري الإسباني الدرجة السادسة | 1ª Reg.               | الرابع     |
| 1996–97   | الدوري الإسباني الدرجة السادسة | 1ª Reg.               | البطل      |
| 1997–98   | الدوري الإسباني الدرجة الخامسة | Reg. Pref.            | البطل      |
| 1998–99   | الدوري الإسباني الدرجة الرابعة | 3ª                    | الثالث عشر |
| 1999–2000 | الدوري الإسباني الدرجة الرابعة | 3ª                    | الرابع     |
| 2000–01   | الدوري الإسباني الدرجة الثالثة | 2ª B                  | الرابع عشر |
| 2001–02   | الدوري الإسباني الدرجة الثالثة | 2ª B                  | الثامن عشر |
| 2002–03   | الدوري الإسباني الدرجة الرابعة | 3ª                    | الثاني عشر |
| 2003–04   | الدوري الإسباني الدرجة الرابعة | 3ª                    | الرابع     |
| 2004–05   | الدوري الإسباني الدرجة الرابعة | 3ª                    | السادس عشر |
| 2005–06   | الدوري الإسباني الدرجة الرابعة | 3ª                    | التاسع     |
| 2006–07   | الدوري الإسباني الدرجة الرابعة | 3ª                    | التاسع     |
| 2007–08   | الدوري الإسباني الدرجة الرابعة | 3ª                    | الثامن     |
| 2008–09   | الدوري الإسباني الدرجة الرابعة | 3ª                    | الخامس عشر |
| 2009–10   | الدوري الإسباني الدرجة الرابعة | 3ª                    | الرابع عشر |
| 2010–11   | الدوري الإسباني الدرجة الرابعة | 3ª                    | السادس عشر |
| 2011–12   | الدوري الإسباني الدرجة الرابعة | 3ª                    | الثالث عشر |
| 2012–2024 | غير مشارك                      | غير مشارك             | غير مشارك  |
| 2024–25   | الدوري الإسباني الدرجة الرابعة | 2ª Fed.               |            |

- موسمان في دوري الدرجة الثانية ب (Segunda División B) (الدوري الإسباني الدرجة الثالثة سابقًا)
- موسم واحد في Segunda Federación (الدوري الإسباني الدرجة الرابعة حاليًا)
- 12 موسم في Tercera División ( الدوري الإسباني الدرجة الرابعة سابقًا)

## الفريق الحالي
آخر تحديث 10 سبتمبر 2024. 
ملاحظة: تشير الأعلام إلى المنتخب بحسب قواعد الأهلية المعتمدة من قبل الفيفا؛ تنطبق بعض الاستثناءات المحدودة. وقد يحمل اللاعبون أكثر من جنسية لا تعترف بها الفيفا.
| الرقم | البلد   | المركز | اللاعب             |
| ----- | ------- | ------ | ------------------ |
| 1     | إسبانيا | حارس   | إيبون إيسبيزوا     |
| 2     | إسبانيا | مدافع  | ماركيل أرانا       |
| 4     | إسبانيا | وسط    | جولين أجيري        |
| 5     | إسبانيا | مدافع  | راؤول جيمينيز      |
| 6     | إسبانيا | وسط    | أوسكار جارسيا      |
| 7     | إسبانيا | مهاجم  | ايتور جالارزا      |
| 8     | إسبانيا | وسط    | ماركيل جويكويتكسيا |
| 9     | إسبانيا | مهاجم  | إكايتز ريدوندو     |
| 10    | إسبانيا | وسط    | أوسكار كاراسكو     |
| 11    | إسبانيا | مهاجم  | إنديكا ماتيوس      |
| 12    | إسبانيا | مدافع  | جوركا جاستيسي      |
| 13    | إسبانيا | حارس   | أوناي أيالا        |

| الرقم | البلد   | المركز | اللاعب          |
| ----- | ------- | ------ | --------------- |
| 14    | إسبانيا | وسط    | إيباي أسينجو    |
| 15    | إسبانيا | مدافع  | إيكر ألداي      |
| 16    | إسبانيا | مهاجم  | يورجي أرتولا    |
| 17    | إسبانيا | مهاجم  | إيكر زوبيريا    |
| 18    | إسبانيا | مدافع  | أنارتز أميليبيا |
| 20    | إسبانيا | مدافع  | ايتور لارانياغا |
| 21    | إسبانيا | وسط    | مارك ديلجادو    |
| 22    | إسبانيا | مدافع  | هودي بربارين    |
| 23    | إسبانيا | مهاجم  | ماركوس سوتيلو   |
| 26    | إسبانيا | حارس   | جوزيبا بيرميجو  |
| 27    | إسبانيا | مهاجم  | هوغو جارسيا     |
| 28    | إسبانيا | مدافع  | أوير يورينتي    |

### الفريق الاحتياطي
ملاحظة: تشير الأعلام إلى المنتخب الوطني كما هو محدد في قواعد أهلية الاتحاد الدولي لكرة القدم (فيفا)؛ وتطبق بعض الاستثناءات المحدودة. يجوز للاعبين أن يحملوا أكثر من جنسية غير تابعة للفيفا.

## روابط خارجية
- الموقع الرسمي (بالإسبانية)
- الملف الشخصي لفريق كرة القدم (بالإسبانية)